# Pietro I (arcivescovo di Milano)
Pietro I Oldrati (forse in Francia, ... – Milano, 15 maggio 801) è stato un arcivescovo italiano.
Fu arcivescovo di Milano dal 784 all'801.

## Biografia
Secondo una tradizione durata almeno fino al XIX secolo, veniva presentato come membro della famiglia aristocratica milanese degli Oldrati. Questi ultimi, che si stabilirono poi a Legnano, avevano nel borgo legnanese diverse proprietà: probabilmente il legame di Pietro e gli Oldrati nacque dall'errata interpretazione di un documento del 23 ottobre 789 dove si cita il passaggio di proprietà tra l'arcivescovo e il diacono Forte del monastero di San'Ambrogio, beni immobili che si trovavano a Legnanello. Tra l'altro, è questo stesso documento a fornirci anche alcuni dati relativi alla fondazione del monastero di Sant'Ambrogio di Milano, eretto ufficialmente il 23 ottobre 789.
Fu eletto vescovo nel luglio del 784: la sua elezione è giunta con particolari abbastanza definiti grazie a un documento dell'epoca (il primo certo relativo all'elezione di un vescovo a Milano), dove si nota sulla nomina l'approvazione di Pipino d'Italia, di Carlo Magno e di Benedetto, abate della basilica di Sant'Ambrogio. Con tutta probabilità, vista la particolarità della sua elezione, Pietro I doveva essere di origini franche o comunque di una famiglia in rapporti molto stretti con la corte carolingia, visto che l'intento di questa casata era di porre sui seggi episcopali più importanti personalità di massima fiducia. Pietro godette di questa fiducia venendo omaggiato da Liutgarda, moglie di Carlo Magno, il 4 giugno 800 con una scodella d'argento ed una stoffa finemente ricamata.
Pietro I morì a Milano il 15 maggio 801 e venne sepolto nella basilica di Sant'Ambrogio, presso l'altare di Sant'Andrea, ora non più esistente.